# لويس كريستالدو
لويس هيكتور كريستالدو رويز دياز (بالإسبانية: Luis Cristaldo) (مواليد 31 أغسطس 1969 في فورموزا) لاعب كرة قدم بوليفي دولي يجيد اللعب في خط الدفاع. يلعب حاليا لصالح نادي غابيرا البوليفي من سنة 2009.

## روابط خارجية
- لويس كريستالدو على موقع الاتحاد الدولي (مؤرشف)  (الإنجليزية)
- لويس كريستالدو على موقع قاعدة بيانات كرة القدم.إي يو (الإنجليزية)
- لويس كريستالدو على موقع ناشيونال فوتبول تيمز (الإنجليزية)